# 特納斯克羅斯羅茲 (北卡羅萊納州)
特納斯克羅斯羅茲（英語：Turners Crossroads）是位於美國北卡羅萊納州北安普頓縣的非建制地區。

## 地理
特納斯克羅斯羅茲所處的海拔為高於海平面26米（即85英呎），而該地所採用的時區為UTC-5，即北美东部时区（EST）。同時該地設有夏令時間，為UTC-5調快一小時，即UTC-4（EDT）。